# Roberto Devereux
Roberto Devereux ist eine dreiaktige Opera seria (Originalbezeichnung: „tragedia lirica“), von Gaetano Donizetti nach einem Libretto von Salvadore Cammarano. Literarische Grundlage ist die Tragödie von Jacques-François Ancelot, Elisabeth d’Angleterre. Die Uraufführung der Oper fand am 29. Oktober 1837 im Teatro San Carlo in Neapel statt.

## Handlung

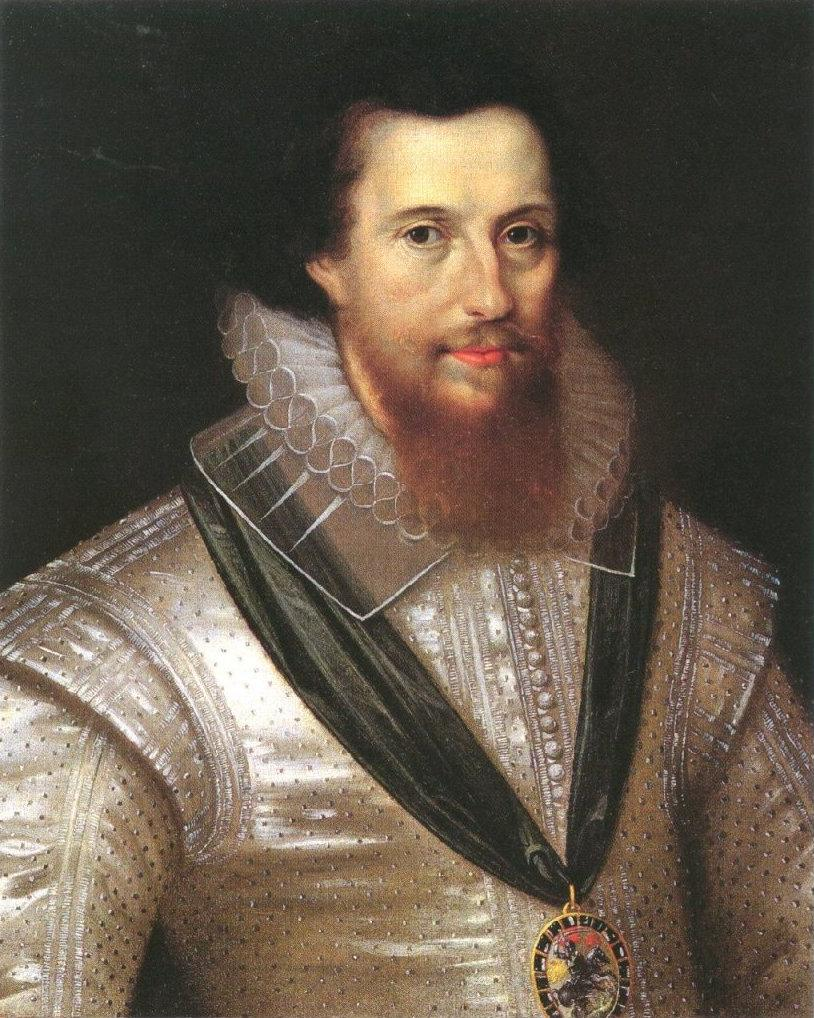
Robert Devereux, 2nd Earl of Essex (um 1596)

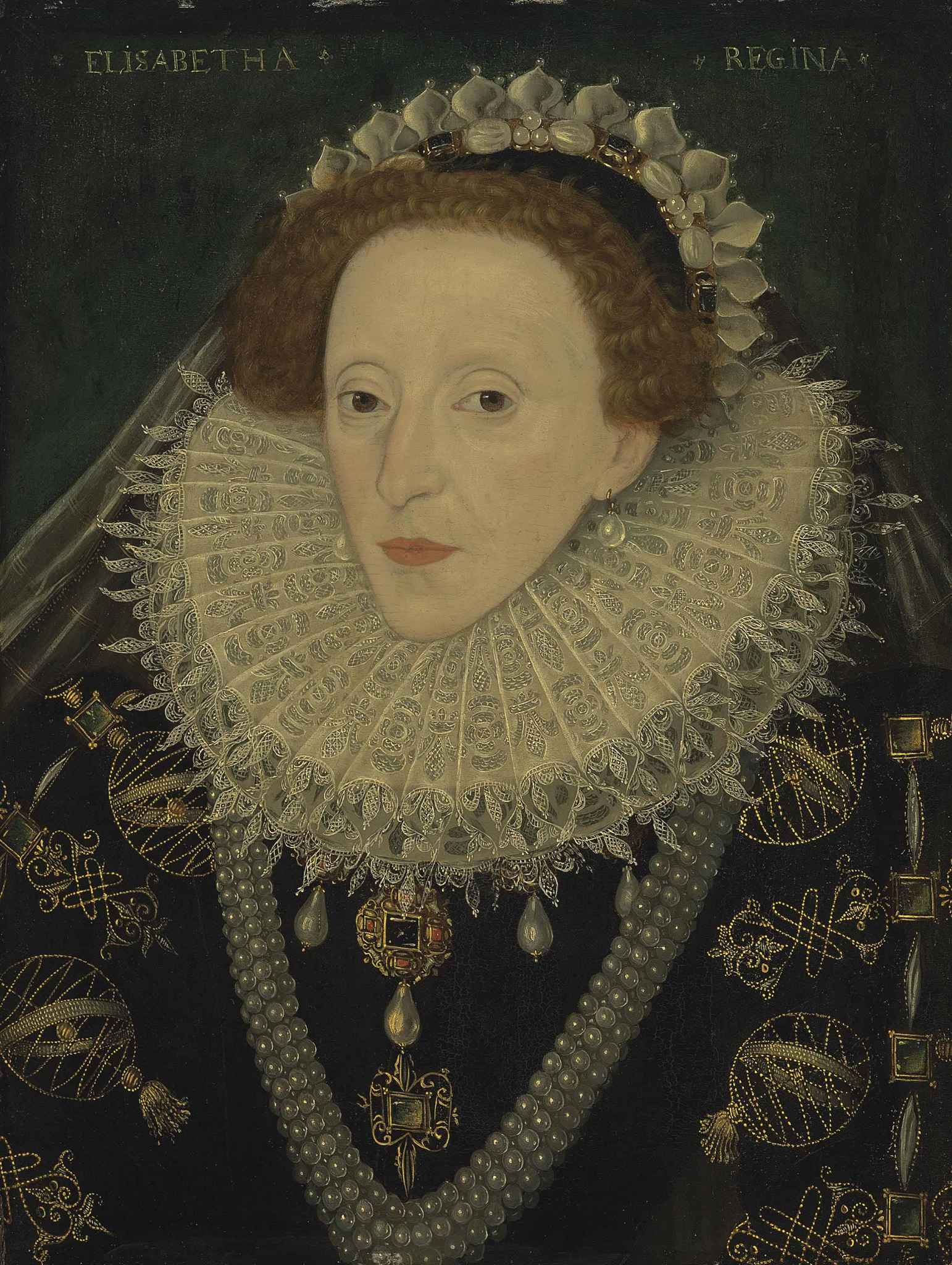
Elisabeth I., um 1595

Die Handlung der Oper basiert frei auf der sogenannten Essex-Rebellion unter Robert Devereux, dem Earl of Essex, dem Günstling der englischen Königin Elisabeth I., und spielt 1601 in London. Dieser ist zurück in London und des Hochverrats angeklagt.

### Erster Akt
Ein Saal im Westminster-Palast
Sara, die Vertraute der Königin, wird von einem geheimen Kummer verzehrt und von den Hofdamen bemitleidet. Sara liebt heimlich Roberto Devereux und macht sich Sorgen um sein Schicksal.
Als Elisabetta erscheint, erzählt sie Sara, dass sie Roberto empfangen werde. Elisabetta denkt schwärmerisch an die vergangenen Zeiten ihrer Liebe zu Roberto zurück, sie hat jedoch Zweifel, dass er sie nicht nur als Königin verraten habe, sondern auch eine andere Frau liebt. Als Lord Cecil als Abgesandter des Parlaments erscheint und die Königin auffordert, der Anklage gegen Roberto nicht länger im Wege zu stehen, entgegnet Elisabetta, seine Schuld scheine ihr nicht hinreichend bewiesen. Die Ankunft Robertos wird gemeldet: Elisabetta ist voller Vorfreude auf ihr Wiedersehen und bereit ihn zu retten, wenn sie seiner Liebe sicher sein kann („Ritorna qual ti spero“).
In einer Aussprache mit Roberto erinnert ihn Elisabetta an den Ring, den sie ihm einmal schenkte und der ihn aus jeder Gefahr erretten soll. Als sie etwas geheimnisvoll andeutet, dass sich bei seiner Abwesenheit jemand um ihn gesorgt und geweint habe, glaubt Roberto, sie spreche von der von ihm Geliebten, er verrät sich und erregt dadurch Elisabettas Zorn.
Nachdem die Königin sich zurückgezogen hat, erscheint Robertos bester Freund, der Herzog von Nottingham. Dieser ist ganz verstört vom Verhalten seiner Frau Sara, die von einer seltsamen Traurigkeit verzehrt wird. Als Lord Cecil erscheint und Roberto zu seinem Hochverrats-Prozess ruft, verspricht Nottingham seinem Freund Hilfe.
Saras Gemächer in Nottingham House
Roberto eilt zu Sara und macht ihr wegen ihrer Heirat mit Nottingham Vorwürfe. Sara jedoch berichtet ihm, dass sie nach dem Tode ihres Vaters ganz allein dastand und gegen ihren eigenen Willen und zu ihrem Unglück von der Königin mit Nottingham verheiratet wurde. Beide erkennen, dass sie sich noch immer lieben. Sara drängt ihn zur Flucht und gibt ihm einen bestickten Schal als Liebespfand mit auf den Weg. Roberto seinerseits lässt den Ring Elisabettas bei ihr („Quest’addio fatale, estremo“).

### Zweiter Akt
Saal in Westminster
Die Höflinge machen sich Sorgen um Roberto Devereux, der nur noch durch die Königin gerettet werden könnte; diese jedoch scheint unschlüssig und rachsüchtig. Elisabetta tritt auf und erfährt vom Todesurteil. Sir Raleigh berichtet, dass bei Robertos Verhaftung ein bestickter Schal gefunden wurde und übergibt ihn der Königin. Nottingham bringt der Königin das Todesurteil zur Unterschrift, versucht aber noch ein letztes Mal für den Freund zu sprechen. Doch die zornige Elisabetta teilt ihm mit, dass sie Beweise für Robertos Untreue habe. Da erscheint Roberto. Elisabetta zeigt ihm den Schal und beide Männer erstarren. Nottingham erkennt den Schal seiner eigenen Frau und fordert Roberto sofort zum Duell, was Elisabetta missversteht: Sie glaubt, Nottingham wolle sie verteidigen. Elisabetta bietet Roberto ein letztes Mal seine Freiheit, wenn er ihr den Namen seiner Geliebten verrate. Roberto jedoch verweigert die Aussage, er zieht den Tod vor und die tobende Königin unterschreibt das Todesurteil („Va’! Va’, la morte sul capo ti pende“).

### Dritter Akt
Saras Gemächer
Sara erhält von Roberto einen Brief, in dem er sie bittet, den Ring der Königin zu überbringen und damit sein Leben zu retten. Gerade als Sara loseilen möchte, erscheint Nottingham und wirft ihr ihre Untreue vor. Als er erfährt, was sie vorhat, sperrt er sie bis zur Hinrichtung im Haus ein.
Verlies im Tower of London
Roberto hofft im Kerker auf seine Rettung: Er möchte Saras Ehre wiederherstellen, um dann durch die Hand Nottinghams umzukommen. Als die Wachen kommen, um ihn zur Hinrichtung abzuführen, hofft er, dass er wenigstens im Himmel, bei den Engeln, Hilfe für Sara erbeten kann („Bagnato il sen di lagrime“).
Kabinett der Königin in Westminster

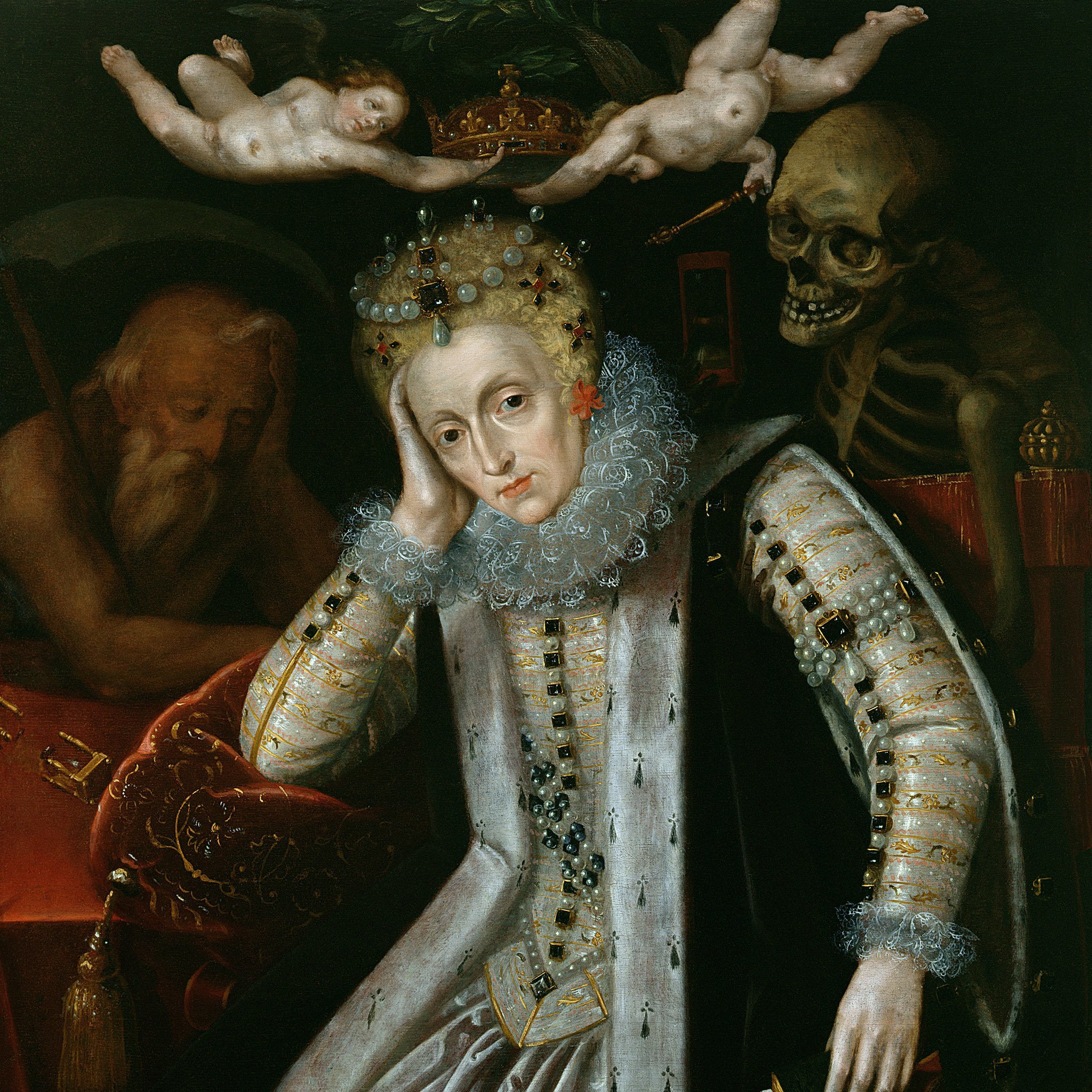
Die historische Elizabeth I. mit einer Allegorie des Todes

Elisabetta ringt mit ihren Gefühlen. Ihr Zorn ist inzwischen erloschen und sie hofft darauf, dass jemand ihr den Ring aus Robertos Hand überbringt. Sie hat entschieden, Roberto mit seiner Geliebten ziehen zu lassen. Cecil meldet, dass Roberto bereits auf dem Weg zur Hinrichtungsstätte ist, als Sara mit dem Ring erscheint und der Königin gesteht, selber ihre Rivalin zu sein. In höchster Eile befiehlt Elisabetta, die Hinrichtung zu stoppen. Doch zu spät: Ein Kanonenschuss verkündet Robertos Tod. Vor Entsetzen bricht Elisabetta gegen Sara in Zorn aus: Sie sei schuld, weil sie den Ring zu spät gebracht habe. Doch Nottingham erklärt, dass er sie zurückgehalten habe, weil er Robertos Tod wollte. Elisabetta lässt beide gefangen nehmen und schwört Rache („Qual sangue versato al cielo“). Die Anwesenden versuchen sie zu beruhigen, doch Elisabetta will nicht mehr herrschen und nicht mehr leben („Non regno! Non vivo!“). Sie verliert vor lauter Verzweiflung den Verstand und sieht ein Gespenst mit dem abgeschlagenen Haupt Robertos und anstelle ihres Thrones ein Grab. Schließlich erklärt sie ihren Neffen Giacomo (= James I.) zum König und bricht zusammen.

## Gestaltung

### Orchester
Die Orchesterbesetzung der Oper enthält die folgenden Instrumente:
- Holzbläser: zwei Flöten (2. auch Piccolo), zwei Oboen, zwei Klarinetten, zwei Fagotte
- Blechbläser: vier Hörner, zwei Trompeten, drei Posaunen
- Pauken, große Trommel
- Streicher

### Musik

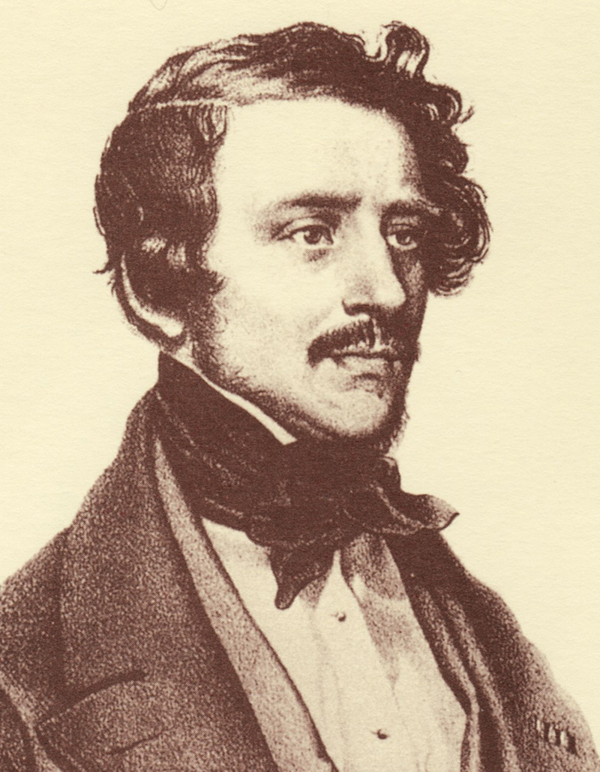
Gaetano Donizetti

Roberto Devereux wird heutzutage zusammen mit Anna Bolena (1830) und Maria Stuarda (1835) zu der sogenannten Tudor-Trilogie Donizettis gezählt. Das ist jedoch eine moderne Idee, die von Donizetti so sicher nie beabsichtigt war, zumal er mit Elisabetta al castello di Kenilworth (1829) eigentlich vier Tudor-Opern schuf. Die englische Königin Elisabeth I. porträtierte Donizetti insgesamt dreimal: Nach Elisabetta al castello di Kenilworth und Maria Stuarda fällt ihre Charakterisierung in Roberto Devereux deutlich umfassender und tiefgründiger aus, nicht zuletzt auch, weil sie hier im Gegensatz zu Maria Stuarda die eigentliche Hauptperson ist. Die Rolle wurde für Giuseppina Ronzi de Begnis entworfen, eine der bedeutendsten Primadonnen der 1830er Jahre, und verlangt umfassende Qualitäten, großen Umfang, Koloraturfähigkeit und starkes Ausdrucksvermögen in alle Richtungen.
Die interessantesten Stellen dieser Oper sind daher auch alle Szenen, an denen die prima donna Elisabetta beteiligt ist, sowohl ihre großen Solo-Nummern in Akt I und am Ende von Akt III, als auch das Duett mit Roberto in Akt I sowie der gesamte Akt II. Die Partie der Königin ist bis ins Detail ausgeformt, Donizettis Musik reagiert auf jede ihrer Gefühls-Nuancen – von der innigsten Liebessehnsucht einer einsamen Frau, über rasende und königliche Wut und Rachsucht bis zu kompletter Verzweiflung –, die melodische Qualität ist dabei immer exquisit – so sehr, dass sie von Ashbrook mit Bellinis Norma verglichen wurde. Im Vergleich dazu wirken die drei anderen Hauptfiguren musikalisch durchschnittlicher und mit breiterem Pinsel gezeichnet. Eine Ausnahme sind die kurze Auftrittsarie der Sara (Akt I,1) und Robertos durch ein hochexpressives Orchestervorspiel eingeleiteter Monolog in der Kerkerszene (Akt III,2).
Auffällig ist die starre, lapidare und fast rohe Gestaltung aller zeremoniellen Szenen, wie z. B. die Anklage und Urteilsverkündung durch Cecil, aber auch Auftritte der Königin.
Die für die Pariser Premiere im Dezember 1838 nachkomponierte einleitende Sinfonia zitiert eine sehr lyrische Version der berühmten englischen Königshymne God save the Queen – dies lässt sich nicht nur auf die Figur der Elisabetta beziehen, sondern kann auch als Lokalkolorit verstanden werden.

## Werkgeschichte

### Entstehung
Donizetti unterzeichnete im Frühjahr 1837 mit dem Teatro San Carlo den Vertrag für eine neue Oper für die Herbstsaison. Salvatore Cammarano bediente sich für sein Libretto zu Roberto Devereux zum großen Teil bei Felice Romanis Libretto zu Mercadantes Oper Il conte d’Essex (Mailand 1833). Diese wiederum basierte auf Jacques-François Ancelots Tragödie Elisabeth d’Angleterre (1829) und der Histoire secrète des amours d’Elisabeth et du comte d’Essex (1787) von Jacques Lecène des Maisons.
Die Oper entstand unter für Donizetti extrem schwierigen Bedingungen: In Neapel wütete eine Cholera-Epidemie und seine Frau Virginia wurde am 13. Juni 1837 von ihrem dritten gemeinsamen Kind entbunden, das jedoch kurz nach der Geburt verstarb; die erst 28 Jahre alte Virginia selber starb am 30. Juli. Donizetti, der im vorhergehenden Jahr bereits seine beiden Eltern und sein zweites Kind verloren hatte, war am Boden zerstört, schaffte es aber trotzdem irgendwie seine neue Oper bis Ende August 1837 fertigzustellen. Die Proben verzögerten sich wegen der gewöhnlichen Probleme mit der Zensur und konnten schließlich am 9. Oktober beginnen.

### Premiere und weitere Aufführungen

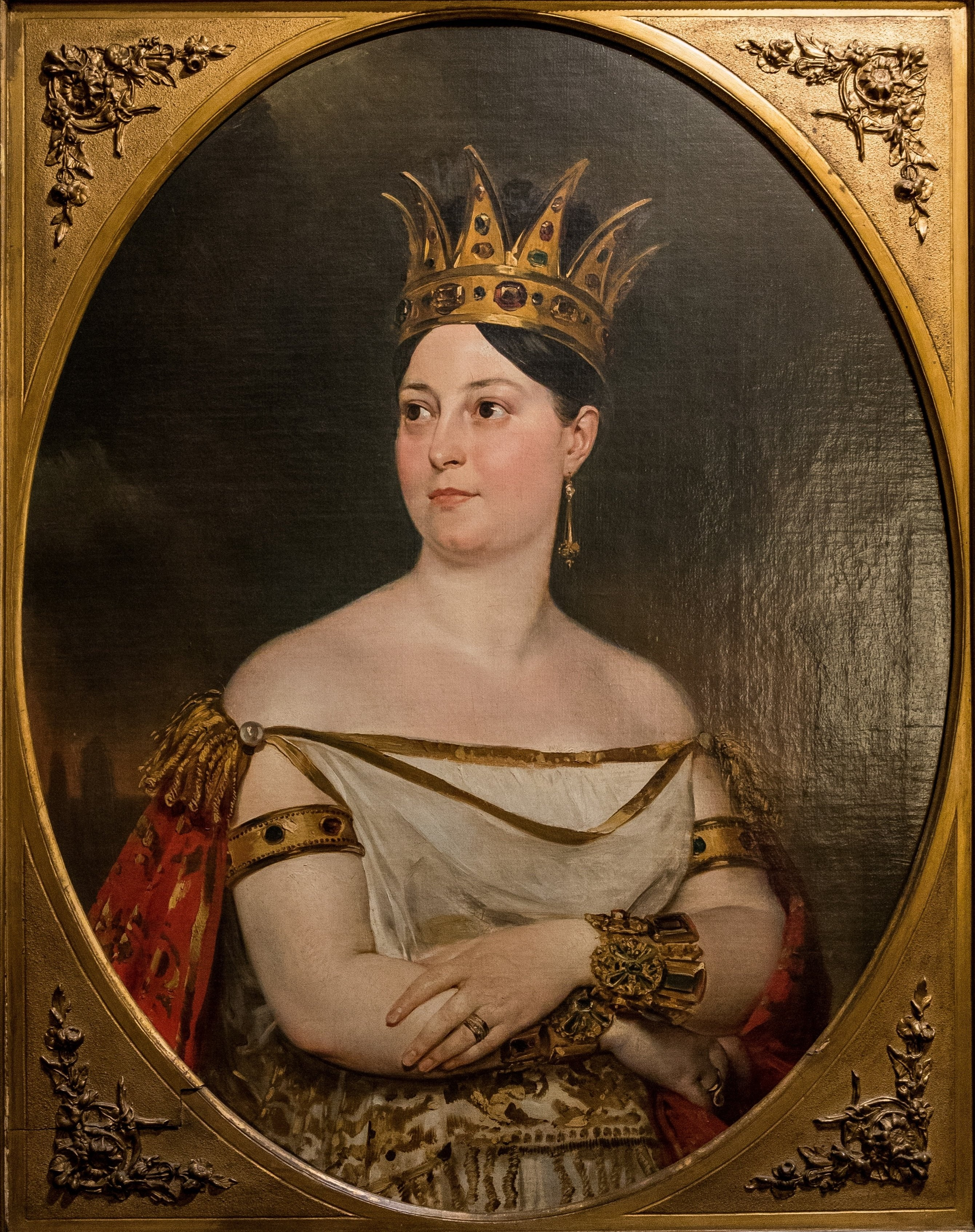
Giuseppina Ronzi de Begnis (in einer unbekannten Rolle)

Bei der Premiere am 29. Oktober 1837 sang Donizettis Lieblingssängerin Giuseppina Ronzi de Begnis die besonders anspruchsvolle Partie und eigentliche Hauptrolle der Königin Elisabeth und Giovanni Basadonna die Titelpartie des Roberto Devereux, in weiteren Rollen waren Paul Barroilhet als Nottingham, Almerinda Manzocchi Granchi als Sara, Timoleone Barattini als Lord Cecil, Anafesto Rossi als Gualtiero Raleigh und Giuseppe Benedetti als Page zu hören. Der Dirigent war Nicola Festa. Die Bühnenbilder stammten von Raffaele Mattioli, Nicola „Nicoletto“ Pellandi und Antonio Niccolini.
Die Oper war ein enormer Erfolg und wurde allein in Neapel in acht weiteren Spielzeiten gegeben.
Bei der Pariser Premiere am 27. Dezember 1838 war Donizetti persönlich anwesend, es sangen Giulia Grisi (Elisabetta), Rubini (Roberto) und Tamburini (Nottingham). Donizetti komponierte dafür die einleitende Sinfonia nach sowie eine neue Arie für den Tenor in der „Tower-Szene“. In Paris wurde die Oper zurückhaltend aufgenommen, was Donizetti selber darauf zurückführte, dass große Teile des Publikums den Text und seine genaue musikalisch-kompositorische Umsetzung nicht verstanden.
Allein 1838 erlebte Roberto Devereux Aufführungen in mindestens 12 weiteren Städten, darunter Rom, Florenz, Venedig, Mailand, Barcelona und Lissabon; ähnlich häufig wurde sie auch in den darauffolgenden Jahren gespielt, 1840 z. B. in mindestens 14 Produktionen. Auf internationaler Ebene war die Oper unter anderem 1840 auch in Nizza und Brüssel zu hören, 1841 in London, Berlin, Odessa, Kopenhagen, und Valencia, 1842 in Mexiko-Stadt und Athen, 1844 in Wien (mit Nicola Ivanoff als Roberto), 1845 in Sankt Petersburg und Konstantinopel, 1849 in New York, 1854 in Buenos Aires und 1859 in Bahia. Die letzte nachgewiesene Aufführung im 19. Jahrhundert war laut Ashbrook im Jahr 1882.
Zu den bekanntesten Interpretinnen der Elisabetta gehörten Henriette Méric-Lalande (Triest 1838), Carolina Ungher (Venedig 1838), Amalia Schütz-Oldosi (u. a. Rom 1838), und Luigia Boccabadati (Parma 1840).

### 20. und 21. Jahrhundert
Nach längerem Vergessen wurde Roberto Devereux 1964 bei einer Aufführungsserie im Teatro San Carlo in Neapel mit Leyla Gencer als Elisabetta wiederentdeckt; 1965 folgte eine konzertante Aufführung in New York mit Montserrat Caballé, die die Oper noch jahrelang in ihrem Belcanto-Repertoire hatte, u. a. 1977 mit José Carreras beim Festival in Aix-en-Provence. Zu den bekanntesten Interpretinnen der Elisabetta während der Donizetti-Renaissance gehörte Beverly Sills (1970, New York City Opera), die auch eine erste Studio-Aufnahme der Oper vorlegte (siehe unten).
Später war die Elisabetta eine der Glanzrollen von Edita Gruberová, die sie zuerst 1990 im Gran Teatro del Liceu in Barcelona unter Richard Bonynge sang, 1997 im Opernhaus Zürich, ab dem Jahr 2000 an der Wiener Staatsoper, und ab 2004 an der Bayerischen Staatsoper in München.
In der Saison 2015/2016 wurde die Oper an der Metropolitan Opera in New York unter Maurizio Benini mit Sondra Radvanovsky als Elisabetta neu inszeniert, 2023 mit Inga Kalna und Stephen Costello am Opernhaus Zürich.

## Bedeutende Einspielungen

### CD
- mit Beverly Sills (Elisabeth), Róbert Ilosfalvy (Roberto Devereux), Peter Glossop (Nottingham), Beverly Wolff (Sara) u. a., Ambrosian Opera Chorus, Royal Philharmonic Orchestra, Charles Mackeras (Westminster Legacy/Deutsche Grammophon, 1969).
- mit Edita Gruberová (Elisabeth), Don Bernardini (Roberto Devereux), Delores Ziegler (Sara), Ettore Kim (Nottingham) u. a., Choeurs de l’Opéra du Rhin, Orchestre Philharmonique de Strasbourg, Friedrich Haider (Nightingale Classics, 1994).
- mit Nelly Miricioiu (Elisabetta), José Bros (Roberto Devereux), Roberto Frontali (Nottingham), Sonia Ganassi (Sara) u. a., Chor und Orchester des Covent Garden Opera House, Dir.: Maurizio Benini (Opera Rara; 2003)

### Filme
- mit Montserrat Caballé (Elisabetta), José Carreras (Roberto Devereux), Franco Bordoni (Nottingham), Janet Coster (Sara) u. a., Choeurs et Orchestre du Capitole de Toulouse, Dir.: Julius Rudel (VHS-Video; LIVE-Mitschnitt, 1977 beim Aix-en-Provence Festival)